# Carl Anton Andreevic von Meyer
Carl Anton Andreevic von Meyer (ur. 21 marca?/1 kwietnia 1795 w Witebsku, zm. 12 lutego?/24 lutego 1855 w Sankt Petersburgu) – rosyjski botanik niemieckiego pochodzenia. Od 1832 roku był asystentem dyrektora, a od 1850 dyrektorem Ogrodu Botanicznego w Sankt Petersburgu.

## Prace
- Verzeichniß der Pflanzen, welche während der (...) 1829 und 1830 unternommenen Reise im Caucasus (...) eingesammelt worden sind, 1831
- Verzeichniß der im Jahre 1838 am Saisang-Nor und am Irtysch gesammelten Pflanzen (wspólnie z Augustem Heinrichem Gustawem von Bongard), 1841
- Enumeratio plantarum novarum a cl. Schrenk lectarum (wspólnie z Friedrichem Ernstem Ludwigiem von Fischerem), 1841-1842
- Florula provinciae Tambov, 1844
- Versuch einer Monographie der Gattung Ephedra, 1846
- Sertum petropolitanum (wspólnie z Friedrichem Ernstem Ludwigiem von Fischerem; dzieło ukończone w 1869 przez Eduarda Augusta von Regela), 1846-1852
- Florula ochotensis phanogama (wspólnie z Ernstem Rudolphem von Trautvetterem), [w:] Reise in den äußersten Norden und Osten Sibiriens, 1847
- Florula provinciae Wiatka, 1848